# Carte son
Une carte son est une carte d'extension permettant d'augmenter les capacités sonores d'un ordinateur. La principale fonction de cette carte est de générer des sons à l'aide d'un générateur de son programmable ou d'un convertisseur numérique-analogique, pour l'envoyer vers différents types de sorties (RCA, jack, TOSLINK). Un casque, des haut-parleurs ou tout autre élément d'une chaîne sonore pourra alors y être relié. Une carte son fournit généralement une ou plusieurs entrées permettant de brancher une source, telle qu'un microphone ou une entrée ligne.
En fonction de la machine hôte, la carte son peut se connecter via différents ports. Sur les ordinateurs de type compatible IBM-PC par exemple, elle a utilisé le bus ISA puis les bus PCI et PCMCIA et peut utiliser, de nos jours, le bus PCI Express. Des cartes son externes USB ou Firewire existent également.

## Historique
Les ordinateurs personnels ayant le plus bénéficié de l’apport d’une carte d’extension sonore sont l’Apple II et les « compatibles IBM PC ». À l'origine ces plateformes ne disposaient, par défaut, que d’un haut-parleur interne et permettaient seulement de produire des signaux carrés et d'obtenir des sonorités rudimentaires. Ces haut-parleurs étaient parfois appelés « beeper ». Antérieurement, des cartes-son avaient déjà été commercialisées à destination des ordinateurs dotés d’un bus S-100.

### Cartes son pour Apple II

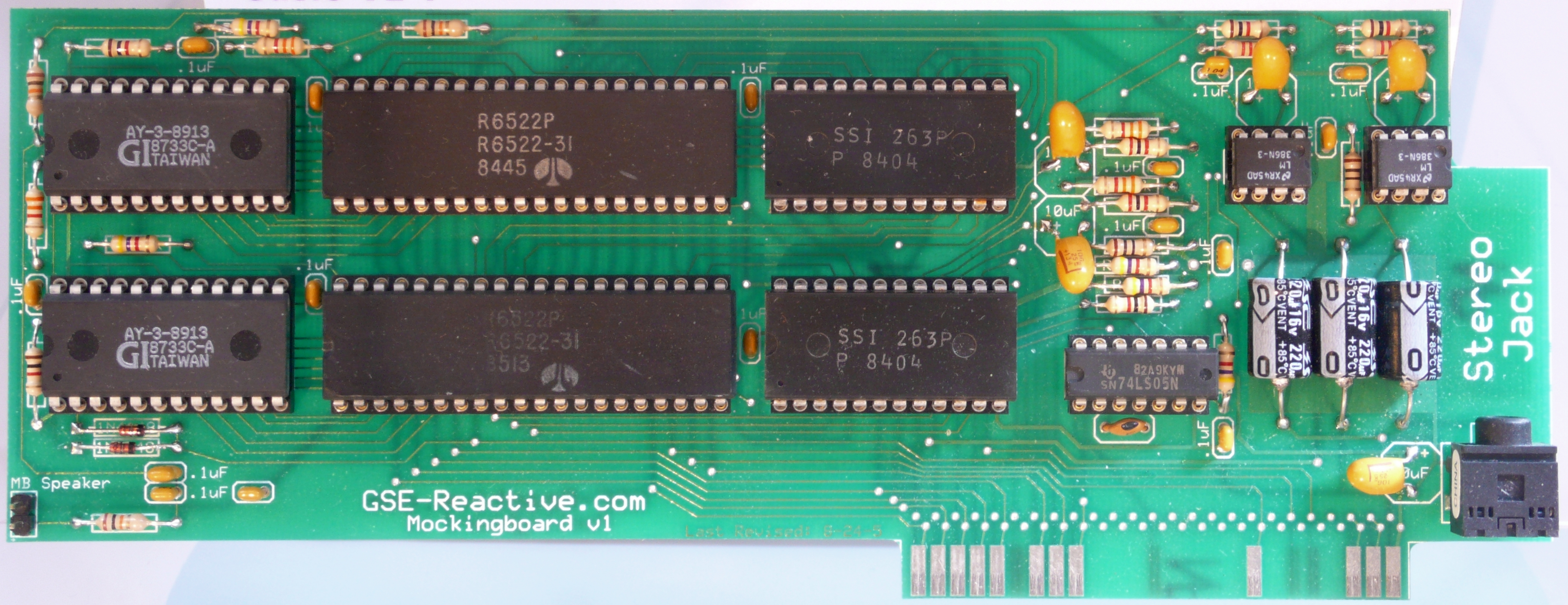
Mockingboard (1981).

La première carte  pour Apple II, sortie en 1978, fut l’Apple Music Synthetizer de la société ALF. Cette carte produisait des sons sur trois voies à base de synthèse additive, mais elle utilisait des signaux carrés au lieu des signaux sinusoïdaux usuels. Deux ou trois cartes pouvaient être utilisées simultanément pour produire six ou neuf voies. ALF introduisit plus tard l’Apple Music II, un modèle plus évolué capable de produire directement neuf voies. Mais la carte la plus répandue et qui bénéficiait du meilleur support des logiciels était la Mockingboard, de Sweet Micro System. Sortie en 1983, elle était basée deux AY-3-8910 offrant chacun trois voies. La carte pouvait en sus être équipée d’un chip optionnel offrant de la synthèse vocale. Une deuxième carte pouvait être ajoutée, offrant un total de douze voies à l’Apple II.
Ces cartes furent principalement commercialisées aux États-Unis et étaient peu répandues en France.

### Cartes son pour compatibles PC
Si le PCjr et le Tandy 1000 offraient de base des capacités sonores respectables pour l’époque, ce n’était pas le cas de l’immense majorité des PC qui n’étaient équipés que d’un haut-parleur interne.
Plusieurs cartes ont été commercialisées au cours des années 1980. Certaines comme la Covox Speech Thing fournissaient une synthèse vocale ; tandis que d’autres, telles que la IBM Music Feature Card, la Creative Music System et la Adlib Personnal Music System, étaient adaptées à la production musicale.

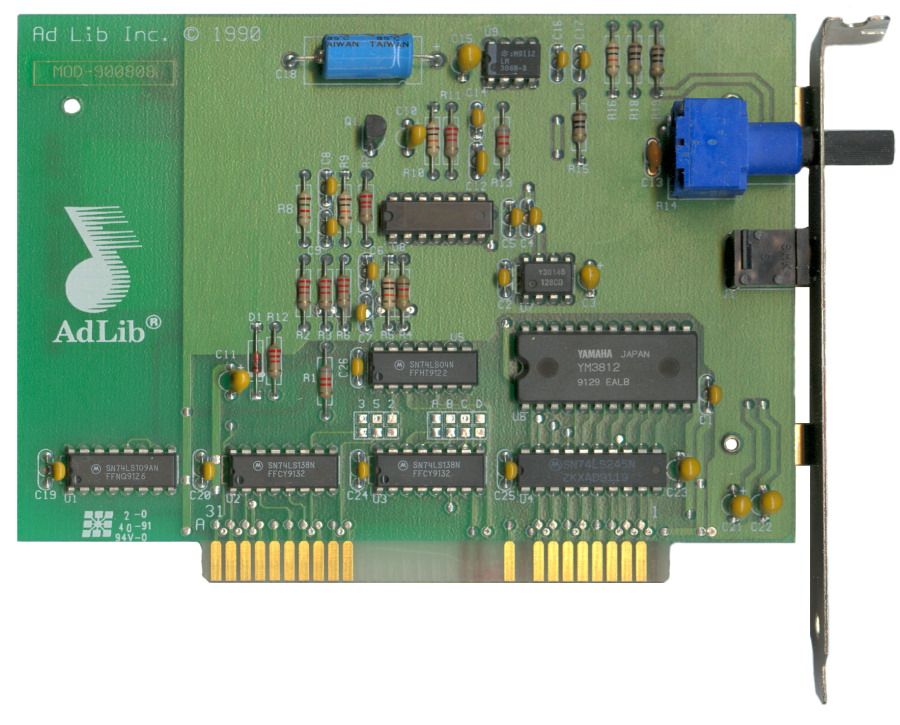
Adlib (1987).

Le support de ces cartes par les jeux vidéo restait limité jusqu’à ce que l’éditeur Sierra montre la voie à l’été 1988 en s’engageant à supporter les cartes son d’IBM, Adlib, ainsi que la MT32 de Roland en sus des Tandy et PCjr déjà supportés par leurs jeux. Et un an plus tard, de nombreux éditeurs de jeux PC supportaient au moins une carte son.
Les jeux devant comporter du code spécifique pour chaque carte son, il était onéreux pour les éditeurs de les supporter toutes. Ainsi seules quelques cartes sortirent du lot et purent bénéficier d’une compatibilité durable avec la plupart des jeux. La carte Adlib était la plus populaire. Basée sur un Yamaha YM3812, elle offrait neuf voies monophoniques entièrement programmables en synthèse FM. La Roland MT32, de qualité nettement meilleure, était un expandeur MIDI externe. Les sonorités produites à base d’échantillons sonores et de synthèse soustractive sont restées inégalées pendant de nombreuses années.

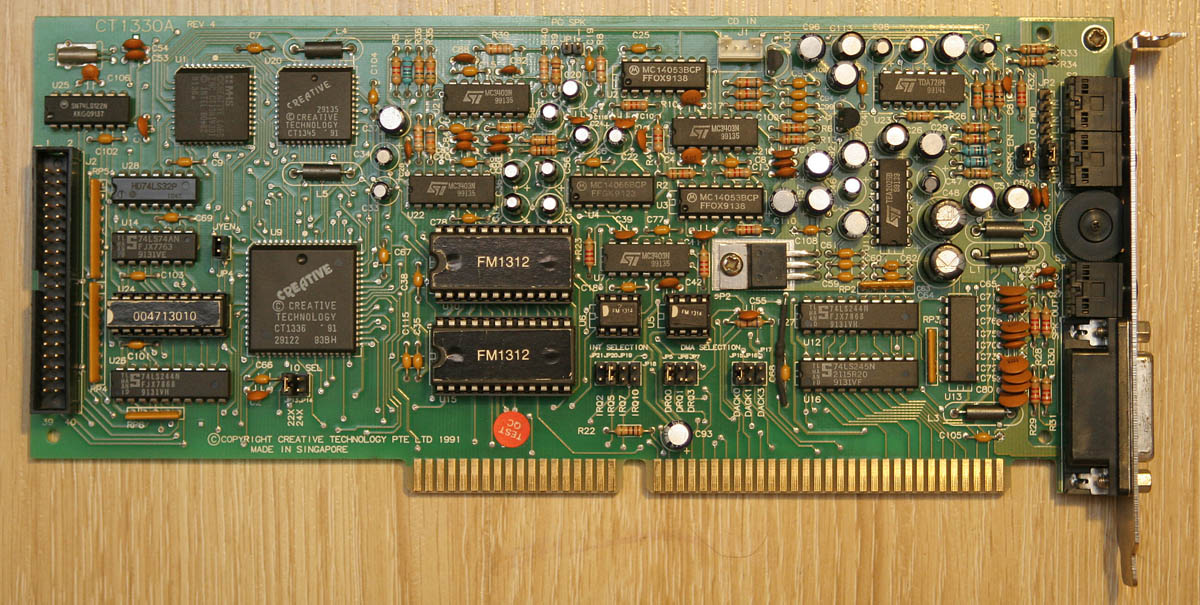
Sound Blaster Pro (1991).

La Sound Blaster est introduite par Creative Labs en 1989. Compatible Adlib, elle permet également de jouer des sons numérisés en 8 bits 23 kHz, permettant d'ajouter ou de jouer des bruitages beaucoup plus réalistes que ce qui était possible avec la synthèse FM. De plus, elle propose un port joystick pouvant également faire office de prise MIDI et permet la numérisation, via une entrée analogique, sur 8 bits à 12 kHz. Elle s’imposera rapidement comme nouveau standard aux dépens de d’Adlib : elle sera supportée par la plupart des jeux et de nombreuses cartes ultérieures proposeront une « compatibilité Sound Blaster ». Creative Labs, devenu leader du marché, fera évoluer progressivement sa gamme Sound Blaster. La Sound Blaster Pro (1991) double le nombre de voies FM, apporte la stéréo et la fréquence d'échantillonnage des sons numériques monte jusqu'à 44,1 kHz. La Sound Blaster 16 (1992) permet de jouer ou d’échantillonner sur 16 bits à 44,1 kHz, atteignant la « qualité CD ». La Sound Blaster AWE32 (1994) ajoutera un EMU8000 permettant une synthèse musicale à base d’échantillons courts, technique parfois dénommée « synthèse wavetable » (tables d’ondes).
Les deux cartes Adlib et Sound Blaster sortent officiellement en France presque simultanément, à l'été 1990.

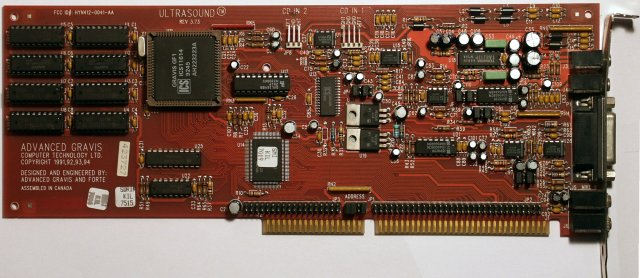
Gravis Ultrasound (1992).

Une carte son remarquable est la Gravis UltraSound. Sortie en 1992, elle apportait déjà 32 voies en « wavetable » et fut très populaire dans le milieu de la scène démo, bien qu’incompatible avec les Adlib et Sound Blaster.
Le déclin du marché des cartes son pour PC s’amorça à la fin des années 1990 lorsque les cartes mères commencèrent à proposer des capacités sonores honorables, telles que celles données par le codec audio AC97. La synthèse musicale est maintenant gérée de façon logicielle mais son usage s’est restreint avec l’envolée des capacités de stockage, permettant de jouer directement de la musique échantillonnée.

### Possibilités offertes par les autres plateformes
Pour comparaison, voici une liste non exhaustive des micro-ordinateurs des années 1980 et des capacités sonores qu’ils intégraient sur leur carte mère.
- Le Commodore C64 (1982) possède un MOS 6581, ou SID, très évolué pour l’époque et qui offre trois voies programmables. Les oscillateurs peuvent produire des signaux carrés, triangles, en dents de scie ou du bruit qui sont modulables en amplitude.
- L’Atari ST (1985) possède un YM2149 qui produit des sonorités sur trois voies. L’ordinateur est en outre équipé de prises MIDI permettant de s'intégrer dans un studio de production musicale pour piloter des synthétiseurs et autres appareils électroniques externes.
- L’Amiga (1985) est équipé d’un MOS 8364, prénommé « PAULA ». Le signal est produit à partir d’échantillons 8 bits, d’une manière proche des « tables d'ondes », sur deux voies à gauche et deux voies à droite.

## Architecture

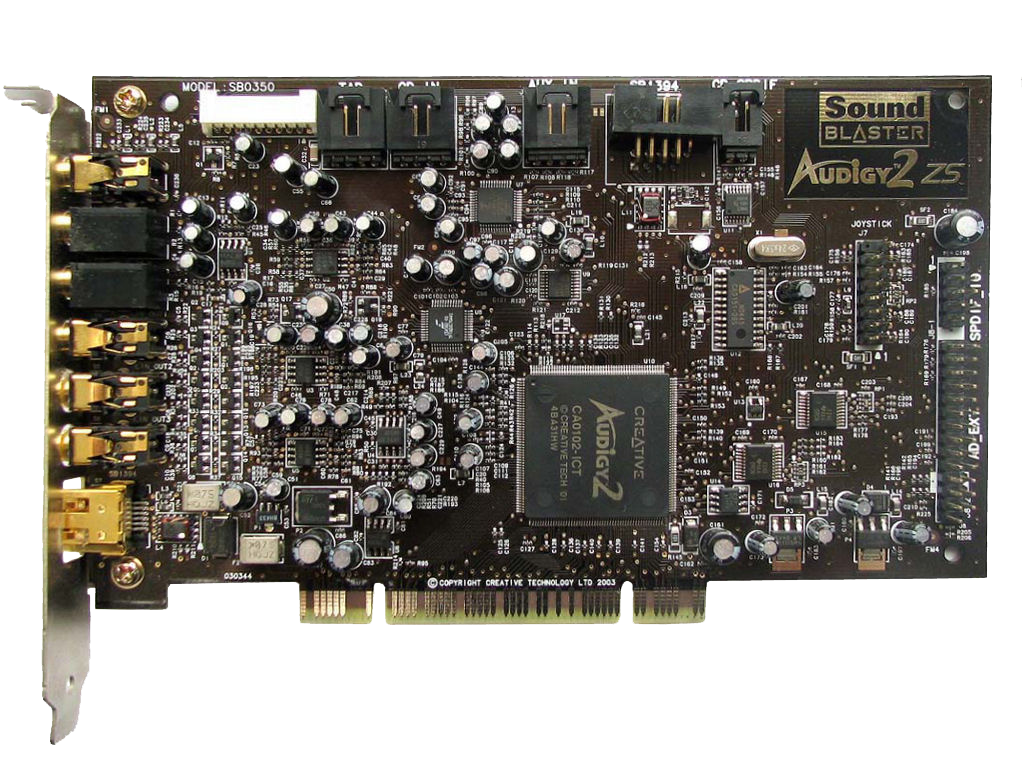
Carte son Creative Labs Audigy 2 ZS.

La carte son repose généralement sur un processeur DSP (Digital Signal Processor) pour le traitement des signaux audio, qui communique avec le processeur central (CPU) via le bus d'extension de l'ordinateur (PCI ou PCI-E). Elle est équipée de convertisseurs analogique-numérique pour numériser des signaux externes (micro…), et de convertisseurs numérique-analogique pour restituer les signaux audibles vers les enceintes ou le casque. Elles peuvent aussi intégrer une interface MIDI pour communiquer avec des synthétiseurs. Dans ce dernier cas, la prise MIDI peut également servir pour connecter un joystick.
Les DSP des cartes son, étant spécialisés pour le traitement des signaux sonores, sont souvent appelés « APU » (Audio Processing Unit). Pour un besoin d'efficacité, les APU accèdent à la mémoire centrale (RAM) par un bus DMA pour ne pas avoir à surcharger le processeur central.
Certaines cartes haut de gamme comportent plusieurs processeurs DSP, de la mémoire additionnelle, des entrées-sorties numériques, ou encore un boîtier de connexion externe (contenant les convertisseurs). D'autres, de bas de gamme, sont directement intégrées à la carte mère.
Entre les convertisseurs d'entrée et de sortie, une carte-son gère le son dans le domaine numérique, traitant le signal à partir de calculs (synthèse FM, par exemple) ou d'échantillons.
Les cartes son sont généralement classées suivant deux critères principaux : la résolution et la fréquence d'échantillonnage du signal. La résolution correspond au niveau de détail du son. Ainsi, plus la résolution est élevée, plus le son sera théoriquement dynamique, précis et de qualité. Actuellement, les cartes son grand public fonctionnent en 16 ou 24 bits, cela signifie que lors de la numérisation, le signal est codé sur 16 ou 24 bits, soit respectivement 65 536 valeurs et un petit peu plus de 16 millions de valeurs. Le deuxième critère est la fréquence d'échantillonnage, exprimée en hertz ou en kilohertz. Cette fréquence correspond au nombre d'échantillons (points de l'onde sonore) contenus dans une seconde. Les cartes son actuelles présentent des fréquences d'échantillonnage pouvant être de 44 100 Hz, 48 kHz, 96 kHz ou 192 kHz. Pour rappel, la norme de codage du CD est de 16 bits à 44100 Hz.

## Éléments
Voici la liste des principaux éléments d'une carte son.

### Électronique
- Le processeur spécialisé : l'APU (c'est un DSP spécialisé dans le son), chargé de tous les traitements numériques du son (écho, réverbération, vibrato, chorus, tremolo, effets 3D, etc.).
- Le convertisseur numérique-analogique appelé « DAC » (digital to analog converter) permettant de convertir les données audio de l'ordinateur en signal analogique vers un système de restitution sonore (enceintes, amplificateur, etc.).
- Le convertisseur analogique-numérique appelé « ADC » (analog to digital converter) permettant de convertir le signal analogique des entrées en données audio numériques pouvant être traitées par l'ordinateur.
- Des amplificateurs opérationnels (OP-AMP) pour donner du volume en entrée et en sortie de la carte son.

### Connecteurs d'entrées-sorties externes
Les connecteurs de la carte son sont codés par couleurs comme définis dans la charte des PC. Ils sont aussi associés à des symboles avec des flèches, ronds et vagues de son qui correspondent à la fonction associée au connecteur.

#### Prisesjack
| Couleur | Couleur | Fonction                                                                                           | Connecteur  | Symbole                                              |
| ------- | ------- | -------------------------------------------------------------------------------------------------- | ----------- | ---------------------------------------------------- |
|         | rose    | Entrée audio analogique amplifiée pour microphone (Mic).                                           | Jack 3,5 mm | Un microphone                                        |
|         | bleu    | Entrée audio analogique stéréo pour auxiliaire (Line-In).                                          | Jack 3,5 mm | Une flèche vers un cercle                            |
|         | vert    | Sortie audio analogique stéréo pour haut-parleur ou casque (Line-Out ou Frontal).                  | Jack 3,5 mm | Une flèche sortant d'un cercle vers une vague de son |
|         | gris    | Sortie audio analogique stéréo pour les enceintes panoramiques (Panning ou Latéral).               | Jack 3,5 mm |                                                      |
|         | noir    | Sortie audio analogique stéréo pour les enceintes arrière (Surround ou Arrière).                   | Jack 3,5 mm |                                                      |
|         | orange  | Sortie audio analogique stéréo pour l'enceinte frontale et le caisson de basse (Central/Subwoofer) | Jack 3,5 mm |                                                      |

#### Autres prises
- Une sortie numérique SPDIF (Sony/Philips Digital Interface, noté également S/PDIF ou S-PDIF ou bien IEC 958 ou IEC 60958 depuis 1998). Il s'agit d'une sortie permettant d'envoyer les données sonores au format numérique à un amplificateur numérique au moyen d'un câble coaxial terminé par des connecteurs RCA.
- Une interface MIDI, généralement de couleur or (ocre) permettant de connecter des instruments de musique et pouvant faire office de port de jeu (en anglais : game port) pour le branchement d'une manette (joystick ou gamepad) possédant une prise D-sub 15.

### Connecteurs d'entrées-sorties internes
- Connecteur CD-ROM / DVD-ROM, possédant un connecteur noir, permettant de connecter la carte son à la sortie audio analogique du CD-ROM à l'aide d'un câble CD audio.
- Entrée auxiliaire (Aux-In) possédant un connecteur blanc, permettant de connecter des sources audio internes telles qu'une carte tuner TV.
- Connecteur pour répondeur téléphonique (TAD, Telephone Answering Devices) possédant un connecteur vert.

## Cartes son externes

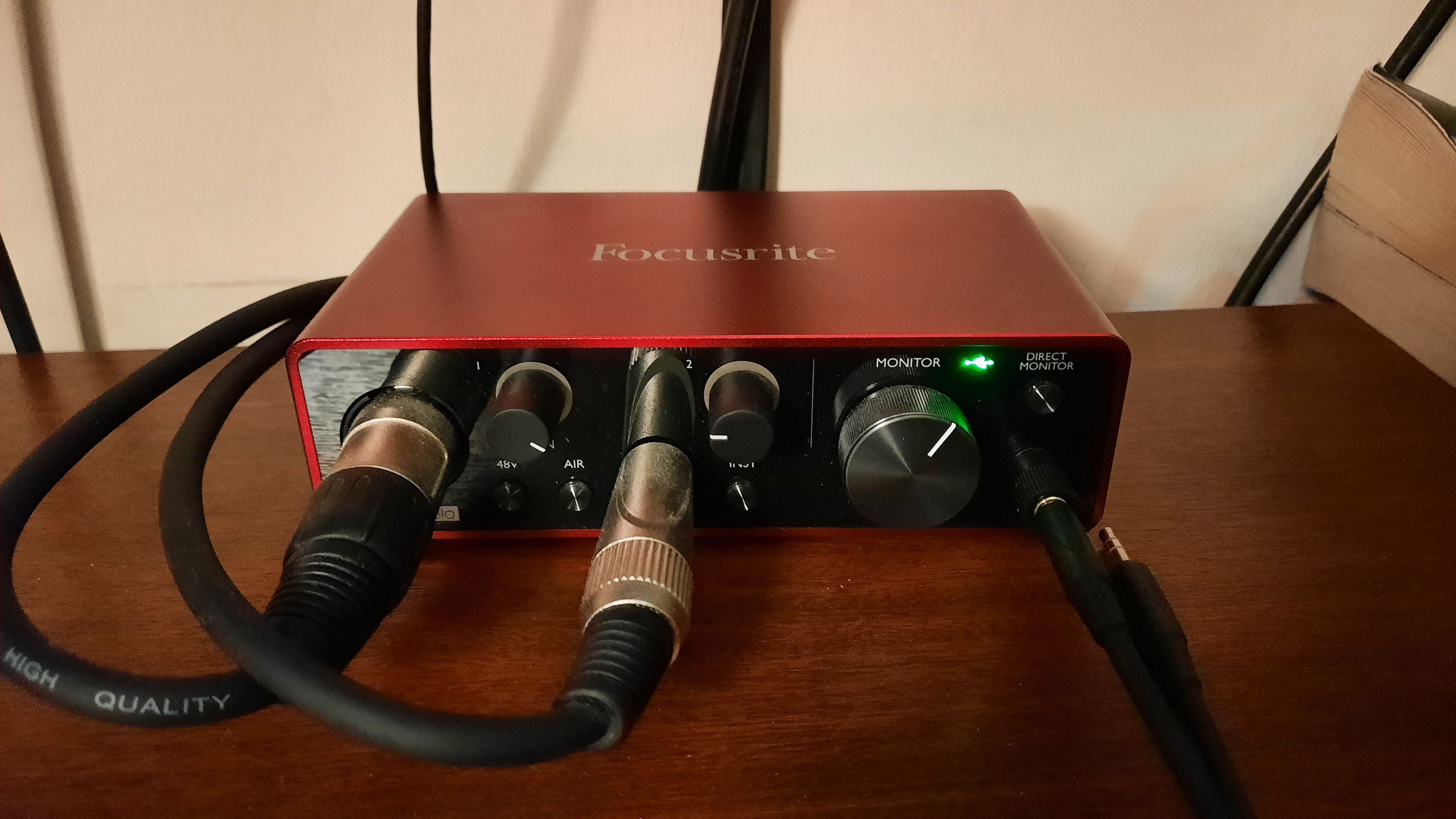
Une carte son Focusrite à deux entrées jack ou XLR (à gauche) et une sortie casque (à droite), se branchant en USB sur un ordinateur.

Les cartes son intégrées dans les ordinateurs sont d'une qualité sonore ordinaire et présentent aussi d'autres limites, comme de la latence ou des connecteurs sommaires. De nombreux constructeurs proposent donc des cartes son externes de qualité bien supérieures, et qui se relient généralement en USB à l'ordinateur et plus rarement en Thunderbolt  ou en FireWire. Suivant les modèles, ces cartes proposent un nombre de connexions (entrées, sorties) plus important ou permettent d'accéder à des commandes de réglage direct sur le matériel.
Il existe des cartes son grand public, avec des alimentations possibles en USB, USB-C et sur secteur, aussi bien que des cartes plus robustes dédiées aux studios d'enregistrement comportant souvent un plus grand nombre d'entrées et de sorties.